# Adásztevel
Adásztevel község Veszprém vármegyében, a Pápai járásban.

## Fekvése
A Bakony északi lábánál, Pápa városától 4 kilométerre délkeletre fekszik. Településszerkezetét tekintve dombvidéki sorfalu.

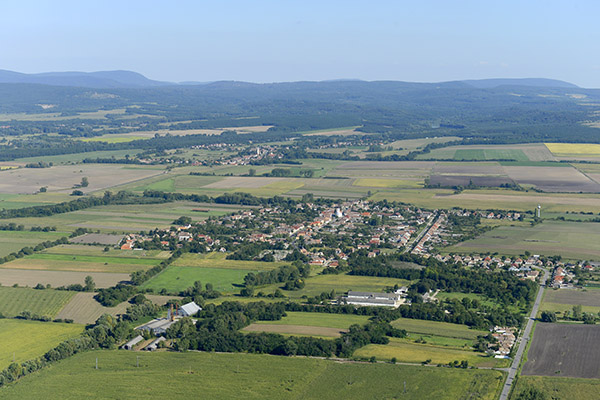
Adásztevel légi felvétel 1.
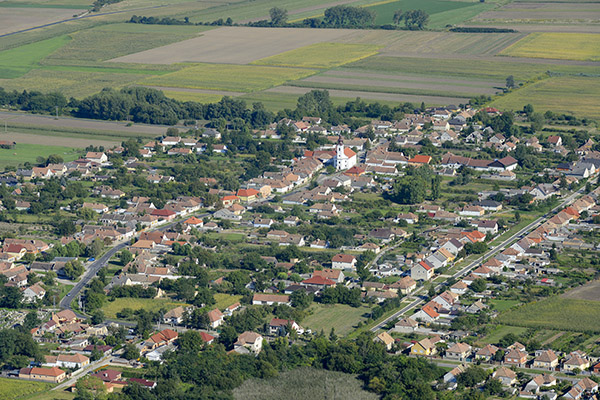
Adásztevel légi felvétel 2.
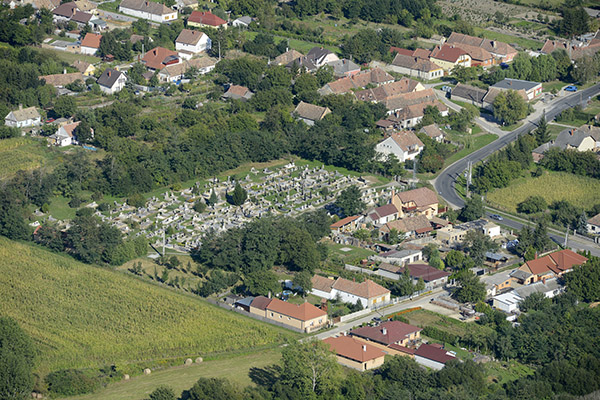
Adásztevel légi felvétel 3.
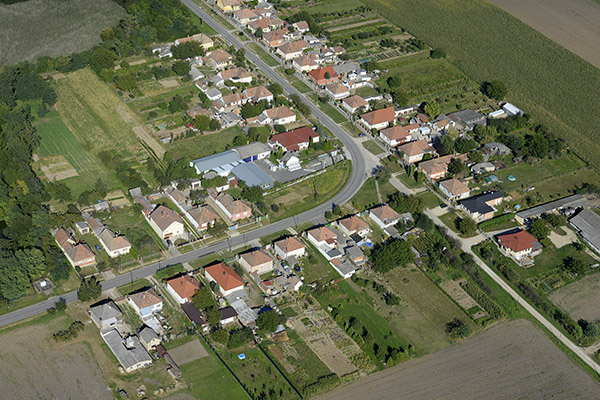
Adásztevel légi felvétel 4.
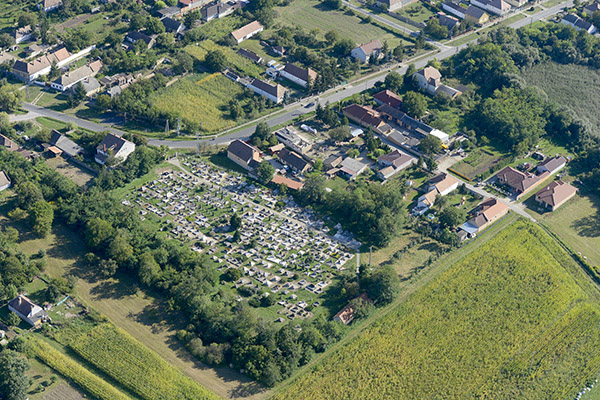
Adásztevel légi felvétel 5.

### Megközelítése
A község csak közúton közelíthető meg, a Pápa-Béb között húzódó 8303-as úton.

## Története
Nevét Árpád fejedelem egyik unokájáról, Tevelről kapta, aki ezen a területen foglalt szállást.
A települést említő legrégibb, 1180 körül keletkezett oklevélben Tuel néven, egy 1373-ban keltben pedig Adastewyl néven szerepel. Évszázadokon keresztül két részre oszlott: a kisnemesek által lakott részt Kistevelnek vagy Tevelnek, a parasztok által lakott részt pedig Nagytevelnek hívták. Nevezték a falut Nemestevelnek is. A szomszédos, túlnyomóan német lakosságú Nagytevel községtől való megkülönböztetésül egyidőben Magyartevel volt a neve.
A 18. század végén a reformátusok nyilvános vallásgyakorlásának tiltása idején ide költözött a pápai református kollégium.

## Közélete

### Polgármesterei
- 1990–1994: Patak Károly (FKgP[3])[4]
- 1994–1998: Patak Károly (független)[5]
- 1998–2000: Németh Zoltán (független)[6]
- 2000–2002: Fodor Béla (független)[7][8]
- 2002–2006: Fodor Béla (független)[9]
- 2006–2010: Fodor Béla (független)[10]
- 2010–2014: Fodor Béla (független)[11]
- 2014–2019: Fodor Béla (független)[12]
- 2019–2024: Fodor Béla (független)[13]
- 2024– : Fodor Béla (független)[1]

A településen 2000. október 1-jén időközi polgármester-választást tartottak, az előző polgármester lemondása miatt.

## Népesség
A település népességének alakulása:
| Lakosok száma | 801  | 821  | 795  | 773  | 766  | 760  | 760  |
|               | 2013 | 2014 | 2015 | 2021 | 2022 | 2023 | 2024 |

A 2011-es népszámlálás idején a lakosok 84,9%-a magyarnak, 8,2% németnek, 2,4% cigánynak mondta magát (15% nem nyilatkozott). A vallási megoszlás a következő volt: római katolikus 20,9%, református 49,8%, evangélikus 2,6%, felekezeten kívüli 2,8% (23,4% nem nyilatkozott).
2022-ben a lakosság 85,5%-a vallotta magát magyarnak, 4,7% németnek, 0,3% cigánynak, 0,3% bolgárnak, 1,3% egyéb, nem hazai nemzetiségűnek (14,5% nem nyilatkozott; a kettős identitások miatt a végösszeg nagyobb lehet 100%-nál). Vallásuk szerint 39,3% volt református, 16,1% római katolikus, 2,3% evangélikus, 0,1% egyéb keresztény, 0,8% egyéb katolikus, 2,9% felekezeten kívüli (38,5% nem válaszolt).

## Nevezetességei
- Református templom (1753, késői barokk stílusú)
- Tornácos népi lakóházak a 19. század elejéről

## Híres emberek
- Dorosmai János költő, meseíró itt született 1886. április 26-án.
- Balassa Benő tanár, iskolaigazgató, helytörténész itt született 1919. október 18-án.
- Sulyok Dezső  (1897-1965) kisgazdapárti politikus hosszabb ideig itt élt.
- Komár László rock and roll énekes itt született 1944. november 28-án.